# Nikołaj Griniow
Nikołaj Wasiljewicz Griniow (ros. Николай Васильевич Гринёв, ur. 18 września?/1 października 1910 we wsi Mołodowoje obecnie w rejonie szabłykińskim w obwodzie orłowskim, zm. 28 kwietnia 1963 w Soczi) – radziecki lotnik wojskowy, podpułkownik, Bohater Związku Radzieckiego (1939).

## Życiorys
Urodził się w rodzinie chłopskiej. Skończył niepełną szkołę średnią i technikum industrialne w Konstantynówce, pracował w kopalni w Gorłówce i w zakładach chemicznych w Konstantynówce. Po ukończeniu technikum, 1931-1933 studiował w Odeskim Instytucie Industrialnym. Od października 1933 służył w Armii Czerwonej, we wrześniu 1936 ukończył wojskową szkołę lotników w Charkowie i później był kolejno starszym lotnikiem i dowódcą klucza w 21 samodzielnej eskadrze myśliwskiej Zabajkalskiego Okręgu Wojskowego. Od 23 maja do 16 września 1939 brał udział w bitwie nad Chałchin-Goł jako pomocnik dowódcy eskadry 22 pułku lotnictwa myśliwskiego Brygady Lotnictwa Myśliwskiego 1 Grupy Armijnej w stopniu porucznika. Stoczył wówczas 25 walk powietrznych, w których strącił osobiście 4 i w grupie 6 japońskich samolotów. Dowodząc zwiadowczą eskadrą atakował lotniska wroga, niszcząc 4 samoloty na ziemi. Później uczył się na kursach doskonalenia kadry oficerskiej przy Akademii Wojskowo-Inżynieryjnej im. Żukowskiego, w kwietniu 1941 został dowódcą 273 pułku lotnictwa myśliwskiego. Po ataku Niemiec na ZSRR brał udział w walkach na Froncie Kalinińskim, Zakaukaskim, Północno-Kaukaskim, Stepowym i 2 Ukraińskim jako dowódca 518 pułku lotnictwa myśliwskiego. W 1942 został ranny w rejonie Kerczu. Od sierpnia 1942 do października 1945 był starszym inspektorem ds. techniki pilotażu Zarządu 5 Armii Uderzeniowej, następnie został zwolniony do rezerwy w stopniu podpułkownika.

## Odznaczenia
- Złota Gwiazda Bohatera Związku Radzieckiego (17 listopada 1939)
- Order Lenina
- Order Czerwonego Sztandaru
- Order Wojny Ojczyźnianej I klasy

I medale.